# Willem Kes
Willem Kes (Dordrecht, 16 febbraio 1856 – Monaco di Baviera, 22 febbraio 1934) è stato un direttore d'orchestra e violinista olandese.

## Biografia
Fu il primo direttore principale dell'Orchestra reale del Concertgebouw di Amsterdam, e mantenne questo ruolo dal 1888 al 1895. Lasciò la direzione della Royal Concertgebouw Orchestra per assumere la direzione della  Scottish Orchestra di Glasgow. Dal 1905 al 1926, Kes fu direttore del conservatorio di Coblenza.